# Nouvelle France (Mauritius)
Nouvelle France är en ort i Mauritius.   Den ligger i distriktet Grand Port, i den sydvästra delen av landet, 24 km söder om huvudstaden Port Louis. Nouvelle France ligger 461 meter över havet och antalet invånare är 7 238. Den ligger på ön Mauritius.
Terrängen runt Nouvelle France är kuperad söderut, men norrut är den platt. Runt Nouvelle France är det tätbefolkat, med 511 invånare per kvadratkilometer. Närmaste större samhälle är Curepipe, 7,5 km nordväst om Nouvelle France. Omgivningarna runt Nouvelle France är en mosaik av jordbruksmark och naturlig växtlighet.